# Kaštanka
Kaštanka je přírodní památka ve městě Nasavrky v okrese Chrudim v Pardubickém kraji. Oblast spravuje Agentura ochrany přírody a krajiny ČR, správa CHKO Železné hory. Vzhledem k tomu, že se přírodní památka nachází několik metrů od nasavrckého náměstí, má ráz městského parku s výjimečnou výsadbou kaštanovníku setého (Castanea sativa). Prvních šest stromů zde bylo vysazeno roku 1776 a dnes sad čítá 97 stromů, u kterých je cílem ochrany jejich zachování a obnova.

## Lokalita
Sad o rozloze 1,08 ha se nachází na severně orientovaném mírně svažitém terénu v nadmořské výšce 472–486 m n. m. Geologické podloží tvoří kyselé horniny železnohorského plutonu, zejména granodiorit až tonalit paleozoického stáří. Půdu zde představuje středně hluboká až hluboká kambizem modální s humusovou mocností v průměru 20 cm. Co se klima týče, tak přírodní památka spadá do mírně teplé oblasti. Celá oblast přírodní památky je kolem dokola obklopena místní komunikací a městskou zástavbou.

## Historie

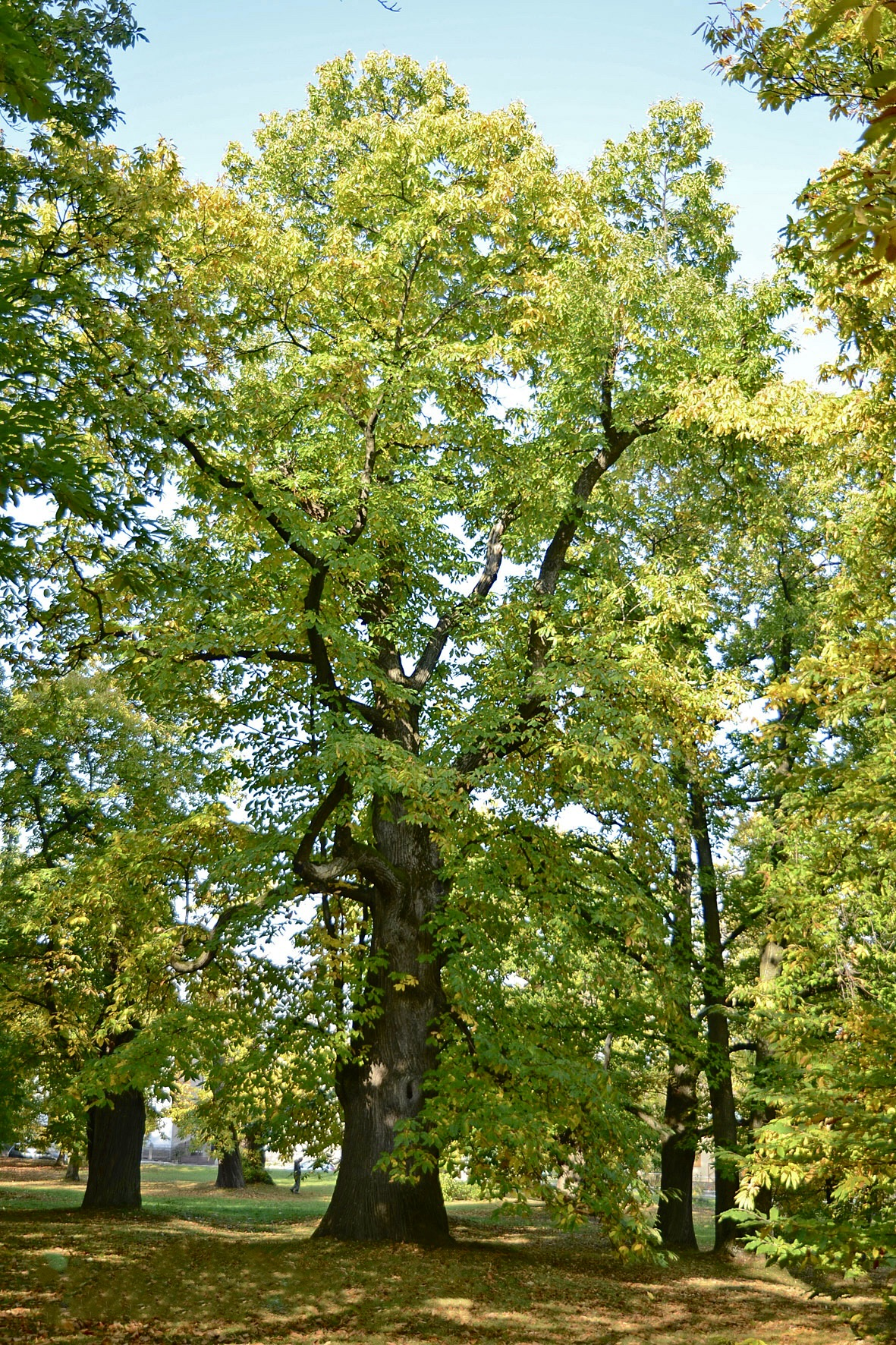
Strom Knížák vysazen 1776

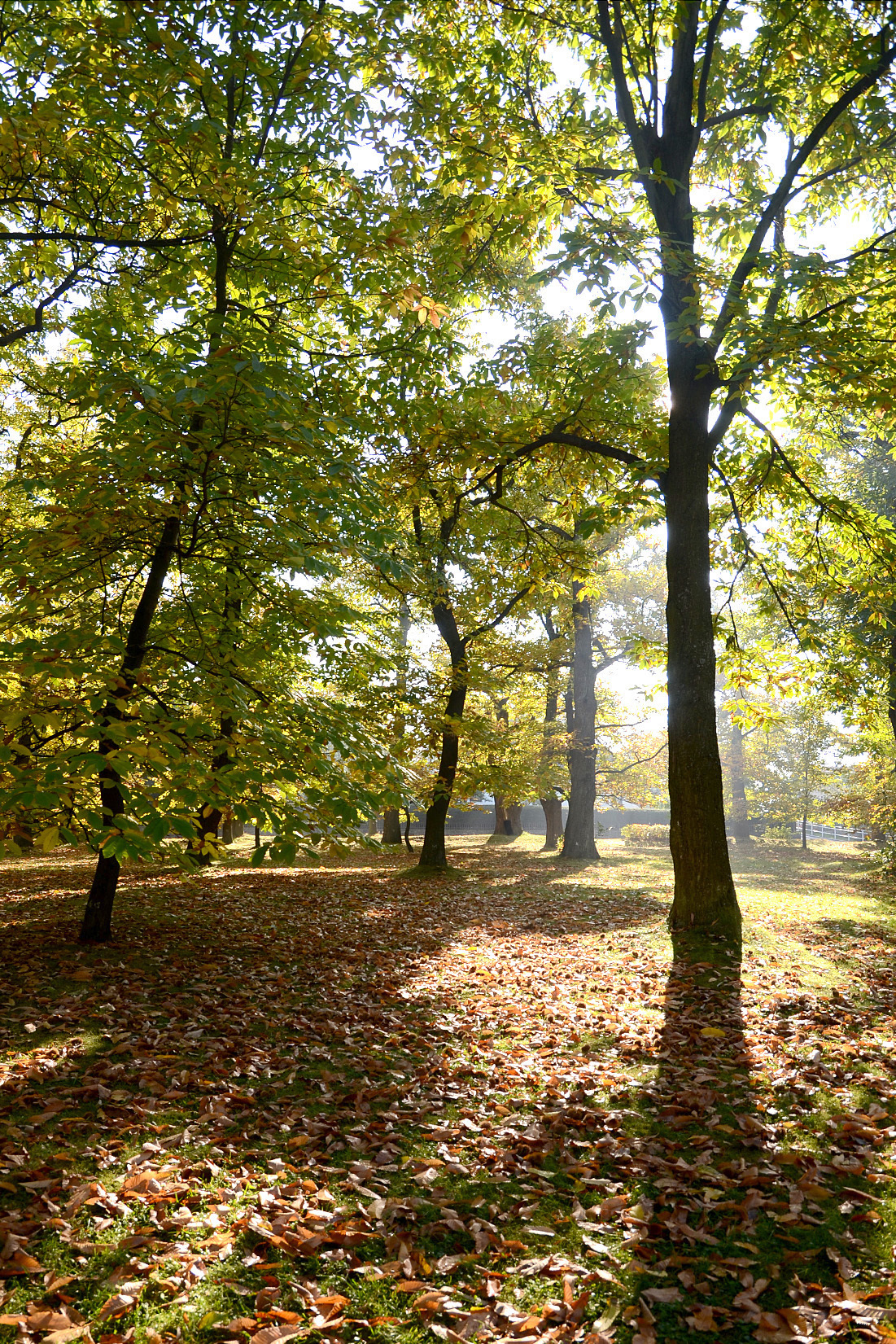

Roku 1776 si ze své cesty po Itálii kníže Auersperg dovezl šest sazenic kaštanovníku setého (Castanea sativa), jež nechal vysadit za nasavrckým zámečkem. Tímto způsobem zde bylo postupně vysázeno kolem stovky stromů, ze kterých se dodnes zachovalo původních dvacet kusů. Nejstarší a největší strom je nazýván Knižák, či Kněžák. Se svým obvodem kmene 534 cm je řazen k největším jedlým kaštanovníkům v ČR.
V roce 1986 bylo území navrženo k ochraně. Roku 1987 byly stromy spočítány, očíslovány a změřeny. Celkový počet byl 141 kusů. Vyhlášení Kaštanky jako přírodního chráněného výtvoru se uskutečnilo 1. prosince 1990 na okresním národním výboru v Chrudimi. V roce 1997 byl přepočítán stav stromů (125 ks) a zjištěn jejich zdravotní stav. Prokázalo se, že jejich koruny byly zmenšené a řidčeji olistěné místy suchými listy na odumírajících větvích. Dále se ukázaly nekrózy kůry a červenofialové zabarvení bělavého dřeva. Po odkrytí půdy z kořenů se ukázalo typicky inkoustově černé zbarvení půdy. Podle těchto příznaků se jedná o napadení houby Phytophthora sp., která způsobuje tzv. inkoustovou chorobu kaštanovníku jedlého. Inkoustovou chorobu způsobují houby Phytophthora cambivora (Petri) Buism. a Phytophthora cinnamomi Rauds.

## Přírodní poměry

### Flóra

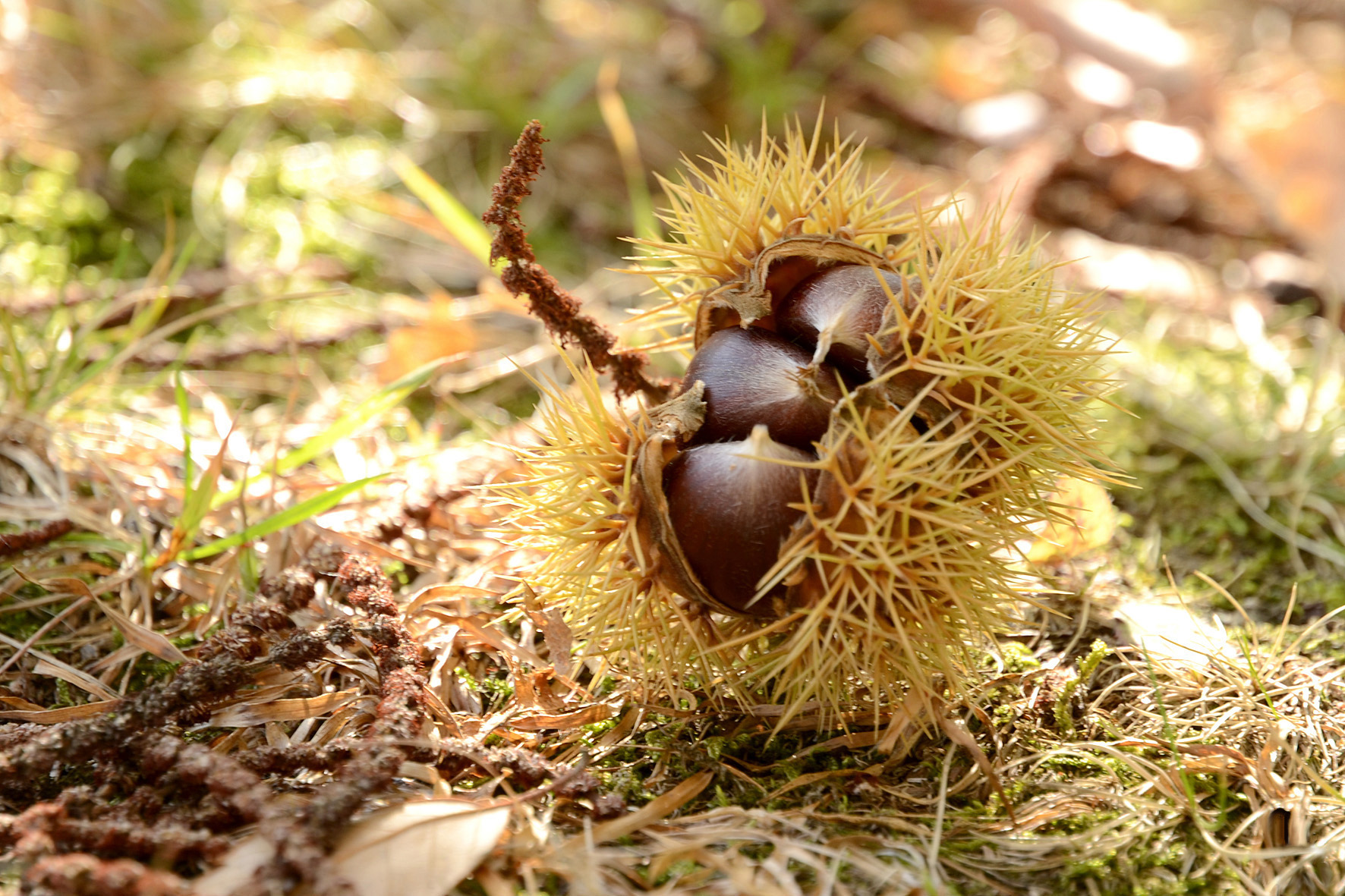
Plod Kaštanovníku setého (Castanea sativa)

Druhová bohatost podrostu není příliš veliká kvůli pravidelnému kosení. Bohužel zde převládá dominanta mechového patra, ale přesto se zde nachází rostliny zastupující běžný luční porost jako sveřep měkký (Bromus hordeaceus), srha laločnatá (Dactylis glomerata), mrkev obecná (Daucus carota), kostřava červená (Festuca rubra), bolševník obecný (Heracleum sphondylium), kopretina bílá (Leucanthemum vulgare), lomikámen zrnatý (Saxifraga granulata), jetel pochybný (Trifolium dubium) a jetel luční (Trifolium pratense). Dále jsou zde obyčejně se vyskytující druhy pastvin např. kontryhel (Alchemilla spp.), sedmikráska chudobka (Bellis perennis), kmín kořenný (Carum carvi), poháňka hřebenitá (Cynosurus cristatus), máchelka podzimní (Leontodon autumnalis), jitrocel větší (Plantago major), mochna husí (Potentilla anserina), černohlávek obecný (Prunella vulgaris) a různé druhy pampelišek (Taraxacum sp.). Na okraji parku se můžeme setkat i s ojedinělými náletovými stromy a keři jako jsou bříza bělokorá (Betula pendula), topol osika (Populus tremula) a jiné.

### Fauna

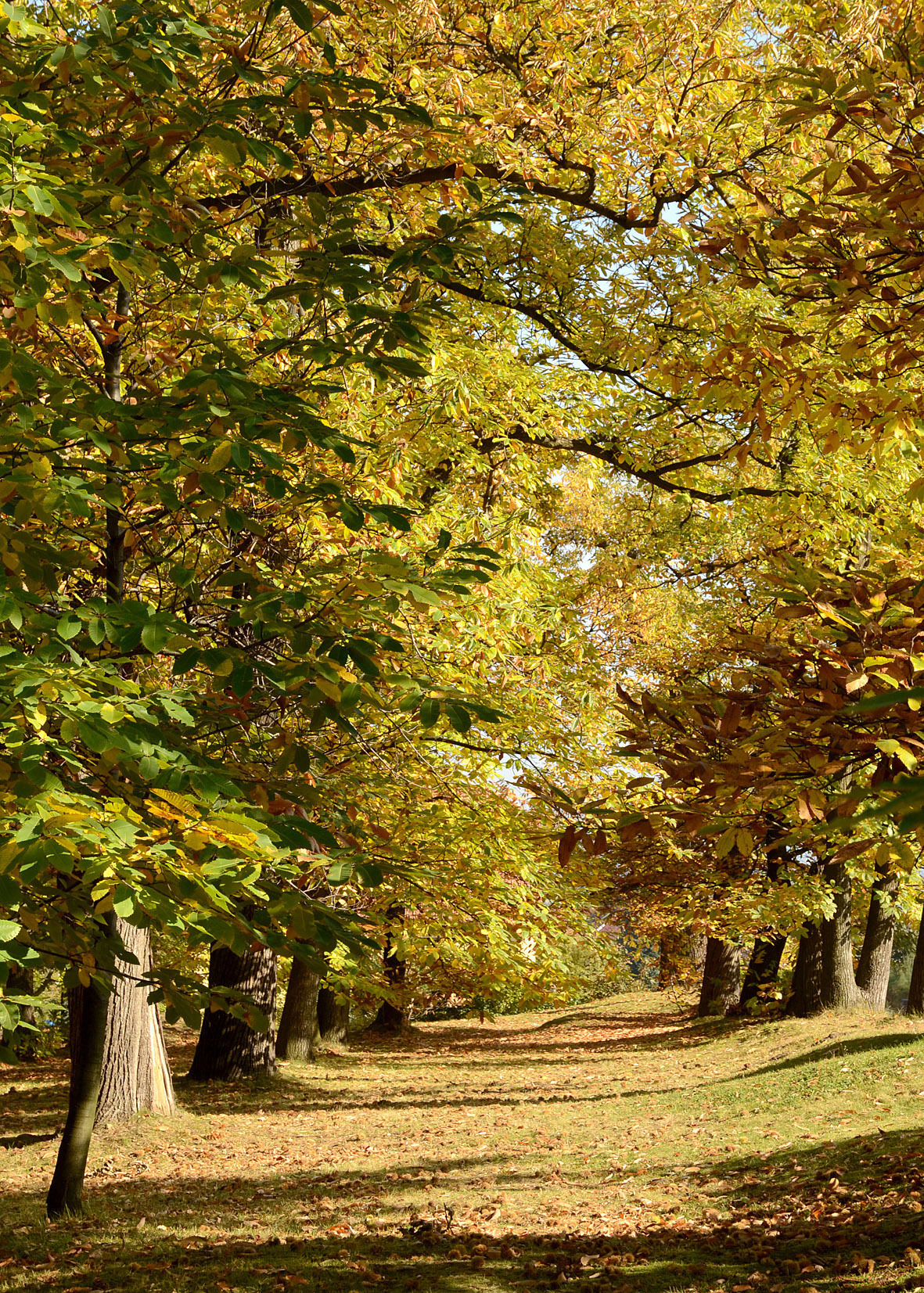

Ze vzácných a chráněných druhů zde můžeme zpozorovat ještěrku obecnou (Lacerta agilis), slepýše křehkého (Anguis fragilis), čmeláka polního (Bombus agrorum), ojediněle výskytujícího se ořešníka kropenatého (Nucifraga caryocatactes) a puštíka obecného (Strix aluco). Dále se zde vyskytuje celá řada běžně se vyskytujícího se ptactva, savců a bezobratlých jako jsou sýkora koňadra (Parus major), sýkora modřinka (Parus caeruleus), brhlík lesní (Sitta europaea), straka obecná (Pica pica), strakapoud velký (Dendrocopos major), kos černý (Turdus merula), pěnice černohlavá (Sylvia atricapilla), pěnkava obecná (Fringilla coelebs), z motýlů bělásek zelný (Pieris brassicae), babočka paví oko (Nymphalis io), okáč zední (Lasiommata megera), ze savců krtek obecný (Talpa europaea), bělozubka šedá (Crocidura suaveolens), ježek (Erinaceus sp.), ruměnice pospolná (Pyrrhocoris apterus), potemník moučný (Tenebrio molitor), slunéčko sedmitečné (Coccinella septempunctata) a jiní.

## Plán ochrany

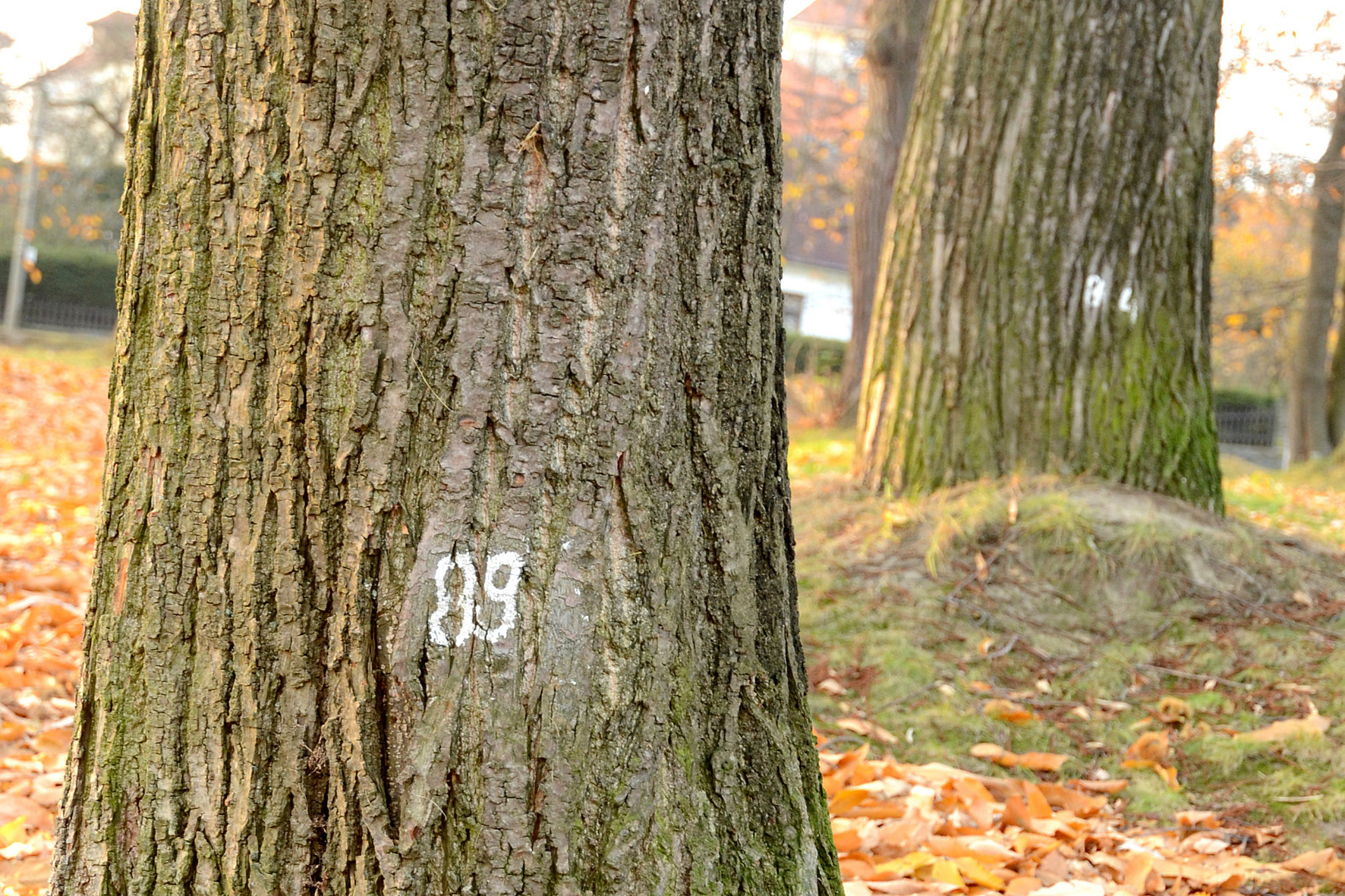
číslování stromů

Kvůli houbovému onemocnění stromů je každoročně aplikována na stromy kyselina boritá a chemický přípravek Supresivit, jež mají na porost zřejmý léčivý účinek. V současné době Kaštanka obsahuje 97 stromů kaštanovníku setého (Castanea sativa) různých věkových struktur. Nachází se zde stromy staré teprve několik roků, ale i kusy, jejichž věk je přes 200 let. Kaštanovníky mají klíčivá semena, což znamená, že porost je schopen přirozené obnovy. V dnešní době je zdravotní stav většiny stromů dobrý. Stromy také podle potřeby podléhají prořezávání suchých větví, případně kácení a frézování pařezů. Dříve se vyhnilé dutiny stromů vyzdívaly a zabetonovávaly, ovšem to se ukázalo jako naprosto nevhodné opatření. Dnes se dutiny nechávají volné pro osídlení živočichů. Provádí se také sběr plodů pro založení nových matečnic. Dále se pravidelně třikrát ročně kosí travní porost minimálně na 8 cm (což zabraňuje prorůstání mechů) a shrabává se listí, které se odváží na kompostování.

## Turistika
Samotná přírodní památka Kaštanka se nachází v CHKO Železné hory a kolem ní vede turistická trasa, ale hlavně naučná Keltská stezka Železnými horami a Vlastivědná stezka Kajem Chrudimky. Park je veřejně přístupný a slouží jako relaxační místo pro širokou veřejnost. Z tohoto důvodu zde byly umístěny lavičky a dětské prolézačky. V neposlední řadě se na území přírodní památky nachází škvárové hřiště na odbíjenou. V současné době turismus nijak nepoškozuje přírodní památku.

## Další zajímavosti
Na přelomu 60. a 70. let 20. století se Nasavrcká kaštanka se objevila na pohlednici nakladatelství Orbis: Nasavrky – alej Kaštanka v podobě černobílé fotografie K. Vomáčky. Dostala se i do scénáře 13. dílu pořadu České televize Paměť stromů, ale z důvodu omezené stopáže musela být vystřižena.